# سررود (کلات)
سررود، روستایی از توابع بخش زاوین شهرستان کلات نادری در استان خراسان رضوی ایران است. 

## جمعیت
این روستا در دهستان زاوین قرار دارد و براساس سرشماری مرکز آمار ایران در سال ۱۳۸۵، جمعیت آن ۸۴۹ نفر (۲۰۷خانوار) بوده‌است.